# 楚乔传
《楚乔传》 ，又名《特工皇妃楚乔传》，根据潇湘冬儿《11处特工皇妃》改编，原著小說为三本。本劇經改編後約拍原著一本半的內容。《楚乔传》於2016年5月在横店開拍，11月杀青。已经於2017年6月5日湖南卫视“青春进行时”栏目首播。
愛奇藝台灣站6月5日起每周一至四24:00更新全網獨播，每日两集。7月16日，該劇成為電視史上第一部在播期間全網播放量突破300億的電視劇。7月29日，全網正式突破400億播放量，成為史上第一部在播期間破400億的中國電視劇。LiTV 線上影視全套上架。
該劇被批評內容拖沓，嚴重注水劇。除內容外，該劇400億的播放量被央視點名批評數據注水。

## 播出時間
| 頻道          | 所在地         | 播映日期       | 播出時間 |
| ------------- | -------------- | -------------- | --- |
| 湖南衛視      | 中国大陆       | 2017年6月5日   | 周一至周四 22:00 - 23:50（两集连播） 7月16日、7月23日因周日季播综艺时段空档，故安排播出该剧的精编版，重温精彩片段 7月30日至8月1日《楚乔传》最后三集和《浪花一朵朵》头三集套播，故第65-67集于23:00 - 00:00播出一集 |
| 浙江衛視      | 中国大陆       | 2018年2月5日   | 12:45 - 16:10（四集连播） |
| 河南衛視      | 中国大陆       | 2018年2月8日   | 19:30 - 21:15（两集连播） |
| 广西衛視      | 中国大陆       | 2018年2月24日  | 19:30 - 21:15（两集连播） |
| 东南衛視      | 中国大陆       | 2018年6月17日  | 19:30 - 21:15（两集连播） |
| 愛奇藝/芒果TV | 中国大陆/ 臺灣 | 2017年6月5日   | 00:00更新 |
| Astro全佳HD   | 马来西亚       | 2017年9月7日   | 高清大劇 每週一至日 19:00 - 20:00 |
| cHK香港台     | 新加坡         | 2017年10月2日  | 每週一至五 19:00 - 20:00 |
| E樂           | 新加坡         | 2018年10月9日  | 星期一至五10:00-11:00 |
| 新传媒8频道   | 新加坡         | 2018年12月17日 | 星期一至五 23:00-00:00 |
| MCOT HD       | 泰國           | 2017年12月9日  | 每週六~日 14:00 - 16:00 |
| 八大戲劇台    | 臺灣           | 2017年12月11日 | 每週一至五 23:00 - 00:00 |
| Astro AEC     | 马来西亚       | 2018年5月25日  | 每週一至五 18:00 - 19:00 |
| 中天娛樂台    | 臺灣           | 2018年5月31日  | 每週一至五 21:00 - 22:00 |
| Now劇集台     | 香港           | 2018年10月1日  | 每週一至五 21:00 - 22:00 |

## 故事简介
南北朝西魏年间乱世混战，大批平民在战乱中沦为奴隶，命如草芥。奴籍少女楚乔被送入人猎场供贵族娱乐射杀，幸得燕北世子燕洵与宇文玥暗中相救，随后她被带进权倾朝野的门阀宇文家。目睹兄姊相继惨死，立誓要带妹妹逃出牢笼。楚乔受到开明贵族宇文玥关注，被迫接受严厉训练的同时，更与燕洵结下深厚友谊。西魏门阀争斗，燕洵一家满门被灭，深陷绝境，楚乔与他生死相守并力助他逃脱困局。然而回到燕北后，燕洵野心膨胀，不惜以满城百姓性命为代价割据称雄。楚乔在绝望中与燕洵分道扬镳，并与力求「天下一统、释奴止戈」的宇文玥并肩作战，粉碎了燕洵的复仇计划，成为心怀苍生的巾帼将军。权臣宇文泰也在良臣劝谏下释放奴隶，荼毒数百年掠民为奴的暴政至此终结。

## 登場人物

### 主要人物
| 演员                  | 角色   | 备注 | 配音   |
| 趙麗穎 童年：黃楊鈿甜 | 楚喬   | 洛河之女，风云令传人，秀丽军统帅，秀丽王。年幼时曾被荆家收养并取名为荊小六，长大后为救母亲而闯天牢劫狱，并于与宇文昊一战后落水失忆，沦为奴籍少女。在人猎场上被宇文玥救下并後，进入宇文府为奴，被宇文玥選中更名为星儿，训练为青山院谍者。后因误会与宇文玥产生嫌隙，楚乔杀死宇文席报仇并保护燕洵脱困，在莺歌小院陪伴燕洵三年，助其反出长安回到燕北。期间曾分别救助大梁太子萧策及秀丽军于危难之中，更获得秀麗軍生死相随。回到燕北后因理念不同而与燕洵分道扬镳，察觉宇文玥遭燕洵设局埋伏遂前往冰湖搭救。与宇文家长房嫡孙宇文玥、燕北世子燕洵、大梁太子萧策、大魏十三皇子元嵩皆有感情纠葛。喜歡宇文玥，卻又以一個神秘面紗女子與燕洵世子交手但自己對宇文玥有情而不自知。 小說版與電視版的摯愛皆為宇文玥，小說版因想要脫離奴籍而選擇和燕洵去燕北實現自己的理想，剧版则是误会宇文玥，跟燕洵离开长安去燕北实现自己的理想。不曾愛過燕洵，只是因為最初的理念相合而走了同一條路，比起對宇文玥的愛，她給予燕洵的，只有關心和在乎。燕洵曾問楚喬，愛過他嗎？楚喬僅回答我不知道這算不算是愛。 武功高强，除宇文玥外无人能敌，曾在千军万马中斩杀魏军统帅。重情重義，剛毅果敢，有著侠義心腸。因奴隶身份而曾被当作箭靶命悬一线，甚至目睹亲人惨遭蹂躏致死；因此她痛恨这视生命如草芥的年代，奋起抗争踏上改革之路；披荆斩棘推翻奴隶政权，谋求天下大同，开创昌盛太平。小说最后成为大梁秀丽王并嫁给青海王宇文玥，在统辖范围内释奴止戈。 | 乔诗语 |
| 林更新                | 宇文玥 | 長安五俊之一，青海王，諜紙天眼繼承人，宇文府長房嫡子，實為二房之子，深愛楚喬，把楚喬看的比自己的命還來的重要，可以為了楚喬放棄一切，也可以為了楚喬與所有人為敵。足智多谋，看似淡泊名利却有着傑出的軍事、治國才能。經歷人事沈浮，從一介貴族子弟，成長為心懷天下、顶天立地的好男兒。自屍山血海中涅槃而生，是一座真正巍峨不動的高山；琴心劍膽重情重義。作為默默守護楚喬的男人，為了美人不惜將到手的江山拱手相讓，可謂是不愛江山愛美人的典型。最后中伏，背中数箭，最後中了燕洵一致命箭倒地，最終沉於冰湖，生死未卜。 | 边江   |
| 窦驍                  | 燕洵   | 長安五俊之一，燕北世子，以質子的身份留在長安，喜歡楚喬。驚才艷绝。原為樂觀正面，卻被陷害導致家族被魏皇灭门，逼至性格轉變為冷静腹黑又多疑，身负血海深仇。与楚乔少年相识，相互扶持。忍辱负重的筹谋了八年，一朝血洗長安城称霸为帝，野心勃勃而使得楚乔與其分道扬镳，赢得江山失去了挚爱。最後因設局殺害宇文玥，傷透了楚喬的心，並親自射殺宇文玥導致宇文玥沉於冰湖生死未卜。 | 彭尧   |
| 李沁                  | 元淳   | 大魏公主，深愛燕洵，在與燕洵的大婚之日遭到燕洵的造反，元淳不畏艱難的來到燕洵的營地，可是卻看到了燕洵砍斷了元嵩的手臂，之後，燕洵派了十幾個手下護送元淳和元嵩回到長安，可是卻被他的手下玷汙，被楚喬發現，把燕洵的手下都處死。楚喬護送他們回長安，但元淳並沒有感激楚喬，覺得這一切都是因為楚喬才發生，心生嫉恨。後元淳偷盜兵符，起兵燕北紅川城，想親手把楚喬殺掉，卻被宇文玥營救，之後被關進大牢，她母親(魏貴妃)不惜以喝毒酒自盡來保全元淳的性命。後被關在西院，被關後，元淳興起了奪權的念頭，而故意親近元颺，因為魏帝想立元颺為世子。這件事被宇文玥知道了，通知了元徹，元徹設局讓元淳中計，才阻止了元淳弒君奪權的計畫。之後，元淳被幽禁在萬福宮，當她要喝魏帝賜給她的毒酒時，魏舒燁營救，可是卻身中一箭而死，她決定要刺殺燕洵，卻被發現，在燕洵的道歉和愧疚下，終於決定放下仇恨。 | 徐佳琦 |

### 宇文府
| 演员   | 角色   | 备注 | 配音   |
| 郭鋒   | 宇文灼 | 宇文门阀大房老太爷，宇文玥之祖父，以家族利益为己任，年轻时为爱人自断双腿。 | 宣晓鸣 |
| 李昂   | 戰蛑   | 宇文灼之親信。以冰雪箭暗射燕洵，因被擒拿。楚喬誤以為宇文玥所為，致使星玥與之情義裂痕。 |        |
| 邢昭林 | 月七   | 宇文玥之親信。性格冷峻凌厉、机智勇猛，最終為護主被程鳶刺殺身亡。 | 张博恒 |
| 孫毅   | 月九   | 宇文玥的月衛，精通醫術。 |        |
| 范東德 | 月十三 | 宇文玥的月衛，當月七不在青山院時，多由他負責院內安全。 |        |
| 袁泉   | 月十五 | 宇文玥的月衛。 |        |
| 曹曦月 | 锦烛   | 青山院大丫鬟之一，實為紅山院所派奸細，想成為宇文玥的侍寢婢女。陷害临惜，用盡手段陷害楚喬，後被发配安军院。被宇文懷所殺（第9集）。                                                                | 白雪岑 |
| 王嵛   | 锦偲   | 青山院大丫鬟之一，锦烛的小跟班，陷害临惜，害怕楚乔，后被楚乔报复 |        |
| 李春嫒 | 阿蘿   | 青山院丫鬟之一，與楚乔友善。 |        |
| 金士杰 | 宇文席 | 宇文門閥三房老太爺，宇文灼之弟，宇文昊之父，宇文怀之祖父，兒子死后一蹶不振，沈迷聲色，被楚喬殺死（第20集）。諜紙天眼曾提到宇文懷真實身世是宇文席的親生子。                                       | 郭政建 |
| 王東   | 宇文昊 | 宇文席之子，宇文怀之父，搶奪風雲令時被楚喬折斷筋脈，最後與其一同落入河中而死。 |        |
| 王彦霖 | 宇文懷 | 宇文阀大少爷，宇文玥之长兄，宇文席之孫，宇文昊之子，生母為歌姬婢女。諜紙天眼曾提到宇文懷真實身世是宇文席的親生子。由于家族内斗始终和宇文玥作对，为人陰險，城府极深，最后死在楚乔之手（第41集）。 | 赵毅   |
| 傅迦   | 朱順   | 宇文府的大管家，好女色，聽命於宇文懷，常謀害星兒（楚乔）。最後死於紅山院被宇文懷當盾牌抵擋星兒（楚乔）所設機關飛矢。                                                                             | 吴凌云 |
| 刘玉翠 | 宋大娘 | 宇文府管事大娘，对星儿（楚乔）等奴隶打骂，在与楚乔争执時意外墜落禁湖淹死（第3集）。 | 李金燕 |
| 刘羽琦 | 櫻桃   | 宇文懷所派的女刺客，企圖行刺宇文玥失敗。 |        |
| 蔣依依 | 卷毛頭 | 宇文府無辜女奴，與楚喬共患難，于第1集被宇文懷用箭射死。 |        |
| 何宇成 | 歐陽墨 | 賢陽城歐陽家的孤兒，父親歐陽謙為燕洵部屬殺害，後跟著宇文玥。 |        |

### 楚喬/寒山盟/荊家/秀麗軍
| 演员   | 角色   | 备注 | 配音     |
| 文靜   | 洛河   | 楚乔之生母，江湖最强谍者势力寒山盟盟主，风云令主。优雅大方，武艺高强，江湖地位至高无上。因為想要釋奴止戈而触犯贵族利益遭叛徒暗算身亡，在世时传授楚乔一身绝学。   |          |
| 王春元 | 左寶倉 | 左寶倉掌櫃，寒山盟諜者，十二仁傑之一，軍火及古董販賣商，點出星兒(楚喬)所持的殘虹劍，與宇文玥的破月劍，是對鴛鴦劍(第16集)。最後死於東方忌手上(疑似沒死)(第52集)。 | 李璐     |
| 魏璐   | 蛇女   | 寒山盟諜者，十二仁傑之一，為隱心所殺。 |          |
| 劉寶   | 荊父   | 荊小六(楚喬)之義父，楚喬離開荊家村時，荊家為官兵所盜，荊父遇難，其子女成為宇文家奴隸。                                                                           |          |
| 賈舒夷 | 荊母   | 荊小六(楚喬)之義母，楚喬為救母親洛河而離開荊家，荊家為官兵所劫，荊母遇害，其子女淪落為宇文家奴。                                                                 |          |
| 彭豆豆 | 汁湘   | 荊小六(楚喬)之大姐，為了救荊小六被宋大娘派人抓去極樂閣，被宇文席掐頸至死(第3集)。                                                                                | 徐畅繁   |
| 丁楠   | 临惜   | 荊小六(楚喬)之五哥，被锦烛陷害毒害宇文灼，與宇文灼同時中毒，因解藥只有一顆，請求宇文玥殺了自己免遭受毒發之苦(第2集)。                                            | 苏尚卿   |
| 苗苗   | 荊小七 | 荊小六(楚喬)之七妹，因五哥之死企圖向宇文玥尋仇，幸得楚喬機智化解(第8集)。                                                                                        | 刘晴     |
| 朱圣祎 | 荊小八 | 荊小六(楚喬)之八妹，喜歡宇文玥，忌妒楚喬，多次出言挑撥。 | 刘妤姻子 |
| 阮聖文 | 賀蕭   | 楚喬的衷心下屬，秀麗軍副將領，後來跟著楚喬南征北討打天下，脫離了燕北叛軍的名號，因看透了燕洵的拋棄。                                                             |          |
| 刘宇航 | 葛奇   | 賀蕭的衷心下屬，秀麗軍賀蕭的督衛，跟著賀蕭隨楚喬死守紅川城，但不幸戰死，而脫離了燕北叛軍的名號。                                                                 |          |
| 黃毅   | 杜平安 | 勇敢參軍的平民少年，原本名為杜狗子，楚喬為其改名平安，後跟隨楚喬，後來跟著楚喬南征北討打天下。                                                                   | 邵彤     |

### 大魏
| 演员   | 角色   | 备注 | 配音     |
| 田小潔 | 元宝炬 | 為人膽小而猜忌多疑，寧錯殺而不放，为了大魏江山不惜一切代价。 | 张震     |
| 孙宁   | 魏贵妃 | 皇贵妃，魏阀出身，地位仅次于皇后，十三皇子和元淳公主之生母。和宇文灼有交情，屢次幫助宇文玥和燕洵，為了救元淳而喝毒酒自殺。(第52集) | 李世榮   |
| 牛骏峰 | 元嵩   | 長安五俊之一，裕王，燕北王，大魏十三皇子。遇见的时候他就知道，自己只是楚乔生命中的过客。他没有进入皇室夺嫡中，他单纯地喜欢着楚乔。哪怕最后他被燕洵砍断一臂，当楚乔再回到大魏，他还是在保护着她，他的爱太单纯，让人无法忽视。最後與蒙楓一起阻攔元徹進攻燕北。 | 钱文青   |
| 金楷杰 | 元齊   | 穆王，大魏三皇子。征伐燕北紅川城時戰死。(第49集) |          |
| 金珈   | 元彻   | 襄王，大魏七皇子。多年戍守邊境，後招回長安。於54集阻止元淳公主毒殺皇帝。 | 张原铭   |
| 黃海格 | 元颺   | 大魏十四皇子，趙貴妃之子，魏帝欲立為嗣子，成為元淳政治鬥爭的工具。於61集登場 |          |
| 應林浩 | 元灝   | 大魏十五皇子，蘭淑儀之子，被宇文懷帶走關在箱子裡致死。 |          |
| 南笙   | 蘭淑儀 | 大魏宠妃，洛河之侍女，假裝为宇文懷之妹，知道楚喬的真實身份。十二仁傑之一，當年洛河交代保護楚喬，差點被亂軍當軍妓，被宇文懷所救，宇文懷利用她去皇上身邊當諜者，最後因宇文懷弄死元灝，她把所有氣出在楚喬身上。                                                 | 郑小璞   |
| 陳圓媛 | 錦心   | 錦美人。大魏妃嫔。 |          |
| 鄭勝利 | 魏光   | 魏閥主子，魏贵妃之兄，因皇陵案，魏帝所殺(第34集)。 |          |
| 居來提 | 魏舒游 | 魏閥少爺，魏舒燁之堂弟，但兩人有可能是親兄弟。被燕洵所設計，而被自己父親用螺旋箭親手手刃(第32集)。 |          |
| 陳思瀚 | 魏舒燁 | 長安五俊之一，魏閥少爺，魏舒游之堂哥，但兩人有可能是親兄弟。真心把燕洵當朋友。喜歡元淳，元淳公主想利用自己給舒燁，但要幫忙殺楚喬。最後舒燁為救元淳中箭而死，死前與公主表明心意(第55集)。                                                                     | 陈张太康 |
| 張瑞   | 景邯   | 大魏雲綢封地，景小王爺，心狠手辣。 |          |
| 石劍濤 | 趙貴   | 趙家門閥主子，趙西風之父。 |          |
| 金瀚   | 趙西風 | 長安五俊之一，趙氏公子，趙婕妤的姪子，为人两面三刀，九幽台上尽显小人嘴脸，被楚喬砍斷二指。被楚喬用螺旋箭所傷，後來又被宇文玥刺傷，最後被燕洵所殺，屍身被森林野獸啃食(第32集)。                                                                               | 凌振赫   |
| 劉源   | 趙東亭 | 趙家公子，趙西風的哥哥。皇帝派他和宇文懷在燕洵大婚當日，執行密令暗殺，反而被燕洵和秀麗軍擊殺，被燕洵斬下頭擊殺(第40集)。 |          |
| 蘆永軍 | 王大監 | 大魏太監，大魏滅國，被燕洵所殺。 |          |
| 楊柳   | 采薇   | 元淳之近身侍女，為了替元淳擋劍而被士兵所殺(第64集)。 |          |

### 燕北
| 演员   | 角色        | 备注 | 配音   |
| 李昊翰 | 燕世城      | 定北侯，燕洵之父，大魏皇帝結義兄弟，因得燕北民心，且屢有戰功，为皇帝所猜忌，後為宇文懷殘害。世城之死迫使燕洵反向復仇的王霸之路，也讓星玥兩人走到分合的坎離情路。                                | 吴凌云 |
| 李穎   | 白笙        | 燕洵之母，燕世城之妻，于第25集為救燕洵以命相抵，撞鼎而死。 | 邓小鸥 |
|        | 燕霆        | 燕洵之大哥，燕世城之子，為趙東亭所害。 |        |
|        | 燕嘯        | 燕洵之三哥，燕世城之子，中埋伏遭巨石擊中，脊柱碎裂而死。 |        |
| 王藝曈 | 燕紅綃      | 燕洵之二姐，燕世城之女，懷有7個月身孕，于第23集在長安城外被趙西風所射殺，宇文玥來不及解救。 |        |
| 李若嘉 | 仲羽        | 燕北江湖势力首领，扶持燕洵，为了自己的梦想努力，後幫助燕洵光復燕北，和烏道涯是戀人，後與烏道涯一起前往藍城。                                                                                    | 路熙然 |
| 胡春勇 | 程鳶        | 燕洵的手下，燕洵賜與龍雀匕首，此刀傳說內附邪靈，須以血溫養，程鳶自喻為燕洵的龍雀刀，意謂殺人刀 。擔心楚喬的存在會搖晃燕洵的復仇之路，不斷的使出手段讓楚喬和燕洵之間產生嫌隙，最後死在楚喬手裡。 | 惠龙   |
| 魏天賜 | 孫河        | 燕洵的手下，程鳶副將，後因助程鳶脫罪而自盡。(第52集) |        |
| 劉恩尚 | 阿精        | 燕洵的手下，擅常摔角，煮飯。 |        |
| 王子桀 | 風眠/風四爺 | 燕洵的書僮，在賢陽人稱風四爺，賢陽商會地下首領，因告知楚喬和秀麗軍紅川城有伏兵，最後死在孫河的手裡。(第49集)                                                                                    |        |
| 胡兵   | 烏道涯      | 洛河之好友，曾为寒山盟军师，后辅佐燕北军，为楚乔指引方向，和仲羽互相爱慕，但他一生心系大同为燕北鞠躬尽瘁，不得不辜负了仲羽，与燕洵因政见不同，後與仲羽一同前往藍城。                            |        |
| 侯岩松 | 東方忌      | 燕世城的軍師，寒山盟諜者，殺死了左寶倉(疑似沒死)，跟詹子瑜師出同門，是同門師兄弟。 |        |

### 大梁
| 演员   | 角色           | 备注 | 配音   |
| 黄梦莹 | 蕭玉/訪琴/小瑜 | 外人眼中她是睿智決斷，大權在握的梁朝長公主, 大梁最高級別諜者。一心九竅，玲瓏剔透，一生都在朝堂上博弈推演，只有她自己知道承受了什麼。她只是一個雙十年華的少女，她要保護痴傻的哥哥，要守護自己的家族，要打理父皇留下的萬頃江山。她與宇文玥是筆友，多次書信往來，但各為家國，不得不走向矛盾的敵友關係(喜歡宇文玥)。 | 李诗萌 |
| 邓伦   | 蕭策           | 南梁太子。萧玉之弟。表面放蕩不羈，實則頭腦精明。自認對楚喬之愛比不上宇文玥，願放手成人之美；喜歡楚喬，默默守護楚喬。在楚喬眼中蕭策是她最好的摯友。 | 杨天翔 |
| 曹馨月 | 青葦           | 大梁諜者，蕭玉的屬下。 |        |
| 趙炫棋 | 隱心           | 大梁諜者，蕭玉的屬下，曾與失憶前的楚喬交手，被其所重傷，後因多次謀害星兒，于27集被宇文玥所殺。 |        |
| 孫銥   | 桃葉姬         | 大梁諜者，蕭玉的屬下，喜歡趙西風，被宇文玥所抓，被宇文玥施以移魂之術招供出待在大魏的大梁碟者而遭拔除。 |        |
| 盧沁希 | 綠莪           | 蕭策的侍女。 |        |

### 咸陽
| 演员   | 角色        | 备注 | 配音   |
| 豆豆   | 星星        | 星玥在咸陽城所遇到的小女孩，為燕洵部屬殺害(第46集)。                                                                 |        |
| 何宇成 | 欧阳墨/墨儿 | 咸陽城欧阳家遗孤，被宇文玥收为义子。于第46集登場。                                                                   |        |
| 于愛群 | 歐陽謙      | 咸陽城富商，為燕洵部屬殺害(第49集)。                                                                                 |        |
| 董春輝 | 梁少卿      | 二貨書生，屢次落入人口販子手中，幸得楚喬所救，並將帳本移交至楚喬。于第43集登場。                                     | 齐斯伽 |
| 苑子藝 | 蒙楓        | 往生營殺手，追隨宇文玥。最後跟著元嵩一起阻攔元徹進攻燕北。                                                           | 杨婧   |
| 黃海冰 | 詹子瑜      | 詹家主人，大梁之人，賢陽城最大漕幫的老闆，秘密身份其實是往生營的首領，跟東方忌師出同門，是同門師兄弟。于第47集登場。 |        |
| 馬熙米 | 夏蟲        | 往生營殺手，長得酷似楚喬，殺死洛河。關押在大梁密府天牢(第52集)。                                                     | 朱祎   |
| 張志偉 | 田城守      | 大魏派駐城方官員。于第44集登場。                                                                                     |        |

### 巴哈图
| 演员   | 角色     | 备注                                                 | 配音   |
| 康宁   | 扎玛郡主 | 西北巴哈图家族千金，與楚喬比試射箭落敗(第32集)。     | 唐小喜 |
| 粘雲峰 | 扎魯     | 西北巴哈图家族扎玛之兄。                             |        |
| 張皓然 | 士達     | 大力士，扎玛郡主部下，與楚喬比武，一招落敗(第32集)。 |        |

## 電視劇歌曲
| 曲序 | 曲目                                        |            | 作曲       | 演唱           |
| ---- | ------------------------------------------- | ---------- | ---------- | -------------- |
| 1.   | 望（主题曲）                                | 刘畅       | 谭旋       | 张碧晨、赵丽颖 |
| 2.   | 心之焰（片尾曲）                            | 张赢、林乔 | 罗锟       | 邓紫棋         |
| 3.   | 星月（情感主题曲 第18集播放）               | 刘畅       | 谭旋       | 王铮亮、郁可唯 |
| 4.   | 學不會（楚乔人物主题曲 第4,31集播放）       | 倪姗姗     | 雷立、谭旋 | 香香           |
| 5.   | 原上草（楚乔人物主题曲）                    | 林乔       | 陈雪燃     | 刘惜君         |
| 6.   | 最远的心跳（宇文玥人物主题曲）              | 刘畅       | 谭旋       | 王晰           |
| 7.   | 因为一个人（燕洵人物主题曲 第29集播放）     | 谭旋、曹允 | 谭旋       | 张磊           |
| 8.   | 断执念（元淳人物主题曲 第52集播放）         | 华天崎     | 陈诗牧     | 何洁           |
| 9.   | 当我们只剩下我（元淳情感主题曲 第57集播放） | 段思思     | 谭旋       | 弦子           |

### 其他搭配歌曲
- 台灣八大戲劇台版
  - 片頭曲：
    - 關喆《足矣》
    - 徐佳瑩《到此為止》
    - 庾澄慶《錯到底》

  - 片尾曲：
    - 林俊傑《偉大的渺小》

## 争议

### 抄袭风波
其原著小说《11处特工皇妃》被指抄袭多部作品：萧如瑟的《九州·斛珠夫人》、江南的《九州缥缈录》、老猪的《紫川》、不乐无语的《限制级特工》、寐语者Amei 的《帝王业》、流潋紫的《后宫甄嬛传》、黄易的《寻秦记》、沧月的 《镜》等。潇湘冬儿的另一部相关作品《暴君，我来自军情9处》，被指责抄袭凤歌的《昆仑》。2015年8月，作者潇湘冬儿发布公告，道歉并承认抄袭凤歌、月关、老猪的作品，并承诺“已经与影视公司协商，向他们提供完整的不涉侵权的小说版本，并在电视剧开机之前检查剧本，保证没有在台词上有侵权行为” 。然而，在2017年6月剧集开播之后，网友和原作者仍然指出片花和剧集内容存在抄袭现象。原作者之一萧如瑟2017年6月发布微博称，已经在走法律程序 ，并向电视剧各家出品方发出律师函 。

### 改编问题
由於原著內有涉及穿越的劇情，中国國家新闻出版廣播電影電視總局卻禁止相關类型题材的电视剧播出，所以电视劇劇情会改編得與原著有些許不同。

### 結局
除了開放式結局與小說內容大相逕庭，整齣後半劇情之鋪陳、主角與配角戲份比例失衡等等，皆令眾多網友失望。

## 收视率
| 中国 湖南卫视 首播收视率 |               |             |             |             |           |           |           |           |           |           |                                                                                          |
| 集數                     | 播出日期      | CSM52城市网 | CSM52城市网 | CSM52城市网 | CSM全国网 | CSM全国网 | CSM全国网 | CSM16省网 | CSM16省网 | CSM16省网 | 備註                                                                                     |
| 集數                     | 播出日期      | 收視率      | 收視份額    | 排名        | 收視率    | 收視份額  | 排名      | 收視率    | 收視份額  | 排名      | 備註                                                                                     |
| 1-2                      | 2017年6月5日  | 0.841       | 5.526       | 4           | 0.88      | 7.27      | 5         | 0.832     | 6.539     | 5         |                                                                                          |
| 3-4                      | 2017年6月6日  | 0.937       | 6.43        | 4           | 1.01      | 8.46      | 4         | 0.991     | 7.766     | 4         |                                                                                          |
| 5-6                      | 2017年6月7日  | 1.12        | 7.424       | 3           | 1.35      | 10.73     | 1         | 1.188     | 9.134     | 2         |                                                                                          |
| 7-8                      | 2017年6月8日  | 1.273       | 8.354       | 3           | 1.4       | 11.3      | 1         | 1.395     | 10.734    | 1         |                                                                                          |
| 9-10                     | 2017年6月12日 | 1.193       | 8.049       | 2           | 1.15      | 9.8       | 3         | 暫缺      | 暫缺      | 暫缺      |                                                                                          |
| 11-12                    | 2017年6月13日 | 1.4         | 8.139       | 1           | 1.3       | 9.62      | 3         | 1.309     | 9.535     | 3         |                                                                                          |
| 13-14                    | 2017年6月14日 | 1.48        | 9.691       | 1           | 1.36      | 11.13     | 3         | 1.342     | 10.3      | 3         |                                                                                          |
| 15-16                    | 2017年6月15日 | 1.233       | 7.957       | 1           | 1.42      | 10.97     | 3         | 1.374     | 10.062    | 2         |                                                                                          |
| 17-18                    | 2017年6月19日 | 1.299       | 8.387       | 1           | 1.28      | 10.09     | 3         | 暫缺      | 暫缺      | 暫缺      |                                                                                          |
| 19-20                    | 2017年6月20日 | 1.246       | 7.93        | 1           | 1.34      | 10.38     | 3         | 1.222     | 8.526     | 3         |                                                                                          |
| 21-22                    | 2017年6月21日 | 1.456       | 9.287       | 1           | 1.6       | 12.63     | 3         | 1.474     | 10.654    | 2         |                                                                                          |
| 23-24                    | 2017年6月22日 | 1.584       | 9.793       | 1           | 1.71      | 12.81     | 3         | 1.656     | 11.66     | 2         |                                                                                          |
| 25-26                    | 2017年6月26日 | 1.705       | 10.424      | 1           | 2.01      | 14.88     | 1         | 1.922     | 13.283    | 1         |                                                                                          |
| 27-28                    | 2017年6月27日 | 1.815       | 10.922      | 1           | 2.07      | 15.05     | 1         | 1.909     | 13.048    | 1         |                                                                                          |
| 29-30                    | 2017年6月28日 | 1.899       | 11.547      | 1           | 2.05      | 14.78     | 1         | 1.898     | 12.686    | 1         |                                                                                          |
| 31-32                    | 2017年6月29日 | 2.125       | 12.556      | 1           | 2.28      | 15.33     | 1         | 2.275     | 14.466    | 1         | CSM52城單日及單集收視破2                                                                 |
| 33-34                    | 2017年7月3日  | 1.892       | 11.272      | 1           | 1.94      | 13.66     | 1         | 1.865     | 11.862    | 1         |                                                                                          |
| 35-36                    | 2017年7月4日  | 1.785       | 10.56       | 1           | 2.28      | 15.65     | 1         | 2.086     | 13.517    | 1         |                                                                                          |
| 37-38                    | 2017年7月5日  | 2.005       | 12.338      | 1           | 2.24      | 15.84     | 1         | 2.144     | 14.065    | 1         |                                                                                          |
| 39-40                    | 2017年7月6日  | 1.936       | 11.488      | 1           | 2.48      | 16.39     | 1         | 2.192     | 14.359    | 1         |                                                                                          |
| 41-42                    | 2017年7月10日 | 1.999       | 11.854      | 1           | 2.09      | 14.52     | 1         | 1.725     | 11.345    | 1         |                                                                                          |
| 43-44                    | 2017年7月11日 | 2.236       | 13.051      | 1           | 2.36      | 16.51     | 1         | 1.992     | 13.255    | 1         |                                                                                          |
| 45-46                    | 2017年7月12日 | 2.289       | 13.936      | 1           | 2.82      | 18.99     | 1         | 2.269     | 14.895    | 1         | 全國網單集收視破3                                                                        |
| 47-48                    | 2017年7月13日 | 2.193       | 12.993      | 1           | 4.86      | 29.29     | 1         | 2.38      | 14.672    | 1         | 全國網收視排名不含央視                                                                   |
| 精編版                   | 2017年7月16日 | 0.64        | 3.67        | 6           | 1.18      | 8.18      | 3         | 0.976     | 6.366     | 3         | 52城數據缺三亞                                                                           |
| 49-50                    | 2017年7月17日 | 2.277       | 13.132      | 1           | 2.7       | 18.19     | 1         | 2.45      | 15.339    | 1         |                                                                                          |
| 51-52                    | 2017年7月18日 | 2.232       | 12.638      | 2           | 2.71      | 18.04     | 1         | 暫缺      | 暫缺      | 暫缺      | 52城數據缺濟寧 《楚喬傳追劇大放送》全國網收視0.9，份額12.96；16省網收視0.749，份額11.485 |
| 53-54                    | 2017年7月19日 | 2.525       | 14.644      | 2           | 2.78      | 19.12     | 1         | 2.522     | 15.922    | 2         | 《楚喬傳追劇大放送》全國網收視0.82，份額12.19；16省網收視0.73，份額11.403                |
| 55-56                    | 2017年7月20日 | 2.358       | 13.743      | 1           | 2.68      | 17.83     | 1         | 2.371     | 15.061    | 1         | 《楚喬傳追劇大放送》全國網收視0.88，份額12.42；16省網收視0.837，份額12.447               |
| 精編版                   | 2017年7月23日 | 0.552       | 3.343       | 7           | 0.85      | 6.44      | 4         | 0.788     | 5.775     | 5         |                                                                                          |
| 57-58                    | 2017年7月24日 | 2.137       | 12.441      | 2           | 2.52      | 17.44     | 1         | 2.183     | 14.493    | 2         | 《楚喬傳追劇大放送》全國網收視1.03，份額15.57；16省網收視0.757，份額12.526               |
| 59-60                    | 2017年7月25日 | 2.101       | 12.117      | 2           | 2.55      | 17.56     | 1         | 2.166     | 13.975    | 2         | 《楚喬傳追劇大放送》全國網收視0.95，份額14.02；16省網收視0.73，份額11.313                |
| 61-62                    | 2017年7月26日 | 2.199       | 13.585      | 2           | 2.57      | 18.11     | 2         | 2.085     | 14.426    | 2         | 全國網收視排名不含央視 《楚喬傳追劇大放送》16省網收視0.593，份額10.108                   |
| 63-64                    | 2017年7月27日 | 2.163       | 12.543      | 1           | 2.86      | 19.12     | 1         | 暫缺      | 暫缺      | 暫缺      | 全國網收視排名不含央視                                                                   |
| 65                       | 2017年7月30日 | 0.794       | 7.25        | 3           | 0.92      | 10.26     | 3         | 0.912     | 10.974    | 4         |                                                                                          |
| 66                       | 2017年7月31日 | 1.76        | 17.694      | 1           | 1.64      | 19.28     | 3         | 暫缺      | 暫缺      | 暫缺      |                                                                                          |
| 67                       | 2017年8月1日  | 1.841       | 16.964      | 1           | 1.88      | 20.58     | 1         | 暫缺      | 暫缺      | 暫缺      |                                                                                          |
| 平均收視                 | 平均收視      | 1.741       | 10.84       | 不適用      | 1.97      | 14.62     | 不適用    |           |           | 不適用    | 收視數據不包含精編版                                                                     |

1. 同时段或交叉时段主要节目：
  - 东方：《求婚大作战》／《上古情歌》（星期一至二）、《醉玲珑》（星期四）
  - 北京、安徽：《龍珠傳奇》
2. 数据由广视索福瑞提供，调查范围为四岁以上之观众。
3. 以上收视排名包括央视在内。CSM16省网排名不含央视
4. 资料来源：卫视这些事儿、卫视走光了、数据狮、TV未知数、湖南卫视芒果捞

## 外部連結
- 《电视剧楚乔传》的新浪微博
- 豆瓣电影上《楚乔传》的資料 （简体中文）
- 豆瓣读书上《11处特工皇妃》的資料 （简体中文）